# 卡斯托里亞湖

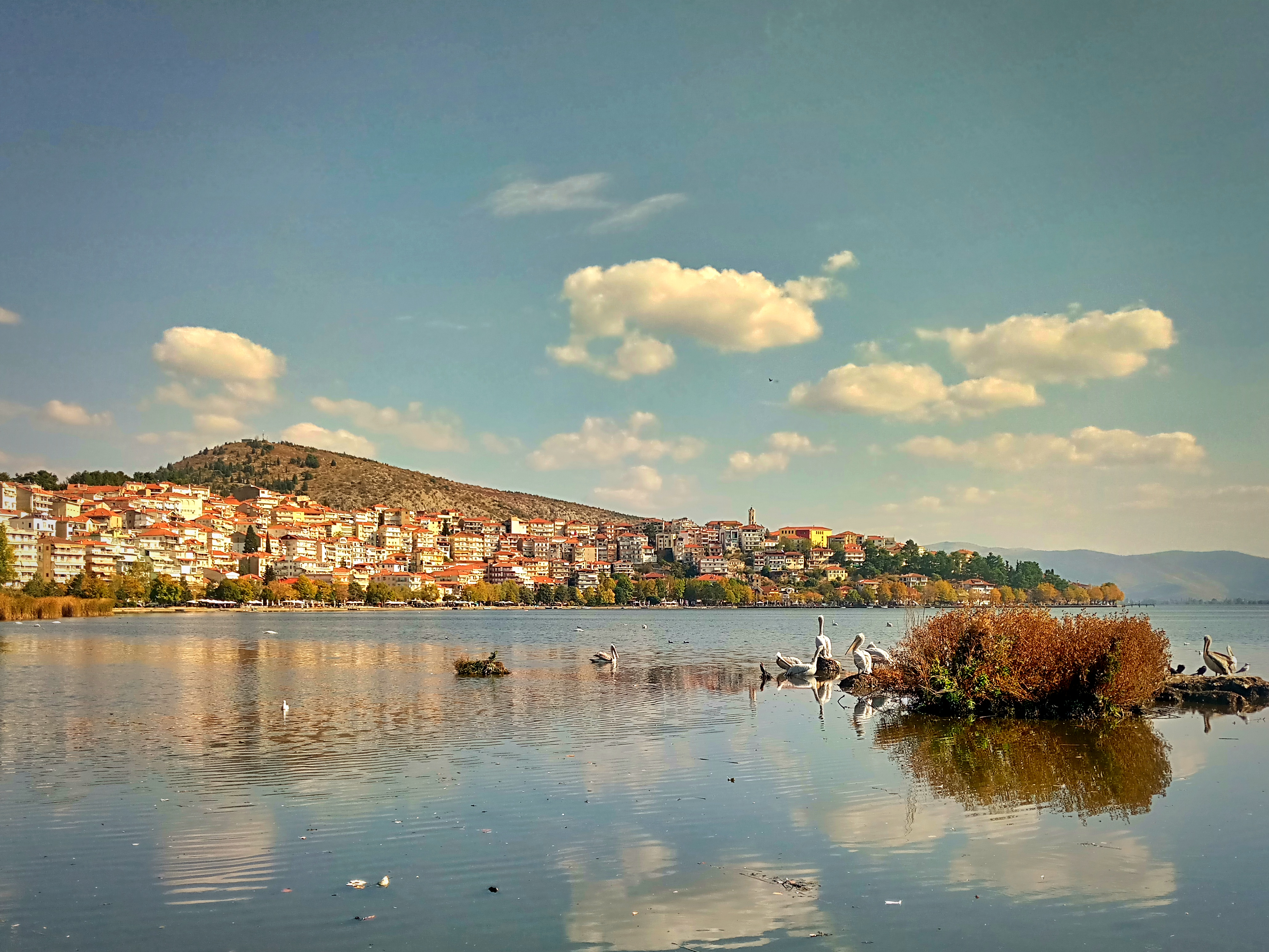
卡斯托里亞湖

40°30′54″N 21°18′00″E / 40.51500°N 21.30000°E
卡斯托里亞湖（希臘語： 或 ）是希臘的湖泊，位於西马其顿大区卡斯托里亚专区，長7.5公里、寬5.4公里，面積28.7平方公里，海拔高度629米，平均水深4米，最大水深8.5米，該湖在1千萬年前左右。